# Tadeusz Ignarowicz
Tadeusz Ignarowicz (ur. 31 lipca 1899 we Lwowie, Austro-Węgry; zm. 9 października 1963 w Zabrzu) – polski piłkarz, grający na pozycji obrońcy, doktor nauk medycznych, major Wojska Polskiego.

## Życiorys
Uczył się w IV Gimnazjum we Lwowie.
Karierę piłkarską rozpoczął w klubie Pogoń Lwów, w składzie którego w sezonie 1922 i 1923 rozegrał wszystkie mecze (8 i 9, odpowiednio) i zdobył mistrzostwo. Przeważnie grał na pozycji obrońcy.
Na stopień podporucznika został mianowany ze starszeństwem z dniem 1 lipca 1925 w korpusie oficerów sanitarnych, grupa lekarzy. W 1934 roku pozostawał w ewidencji Powiatowej Komendy Uzupełnień Lwów Miasto. Posiadał przydział w rezerwie do kadry zapasowej 6 Szpitala Okręgowego we Lwowie.
Do 1939 roku pracował jako lekarz i mieszkał przy ul. Leona Sapiehy 22.
Major rezerwy Wojska Polskiego. Odznaczony Krzyżem Walecznych i Krzyżem Kawalerskim Orderu Odrodzenia Polski.
Jego żona miała na imię Marta (1910–2001).
Zmarł 9 października 1963 roku w Zabrzu. Tadeusz i Marta Ignarowiczowie zostali pochowane na cmentarzu św. Wawrzyńca we Wrocławiu.

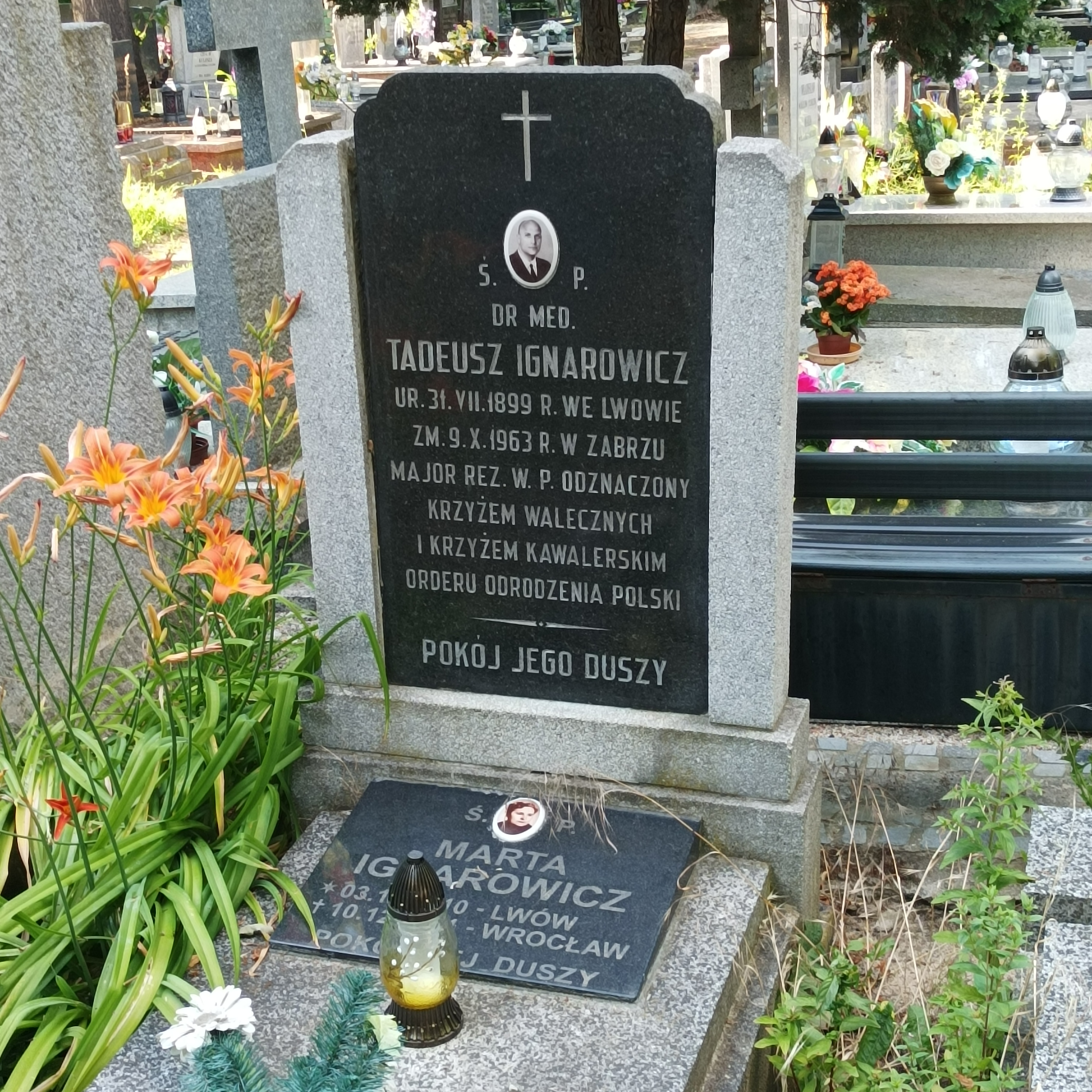
Grób Tadeusza Ignarowicza na cmentarzu św. Wawrzyńca we Wrocławiu

## Sukcesy i odznaczenia
- mistrz Polski: 1922, 1923